# Plocopsylla phobos
Plocopsylla phobos är en loppart som beskrevs av Jordan 1931. Plocopsylla phobos ingår i släktet Plocopsylla och familjen Stephanocircidae. Inga underarter finns listade i Catalogue of Life.